# Gesellschaft für Stromwirtschaft
Die Gesellschaft für Stromwirtschaft eG (GfSt) war eine branchenübergreifende, energiewirtschaftliche Einkaufsgenossenschaft in Nordrhein-Westfalen.
Ihr Jahresbedarf lag im Jahr 2017 bei 2,7 Prozent der in Deutschland von Industriekunden benötigten Strommengen. Bei Erdgas waren es 1,9 Prozent. 2019 wurde das als Genossenschaft organisierte Unternehmen in enplify e.G. umbenannt.

## Geschichte

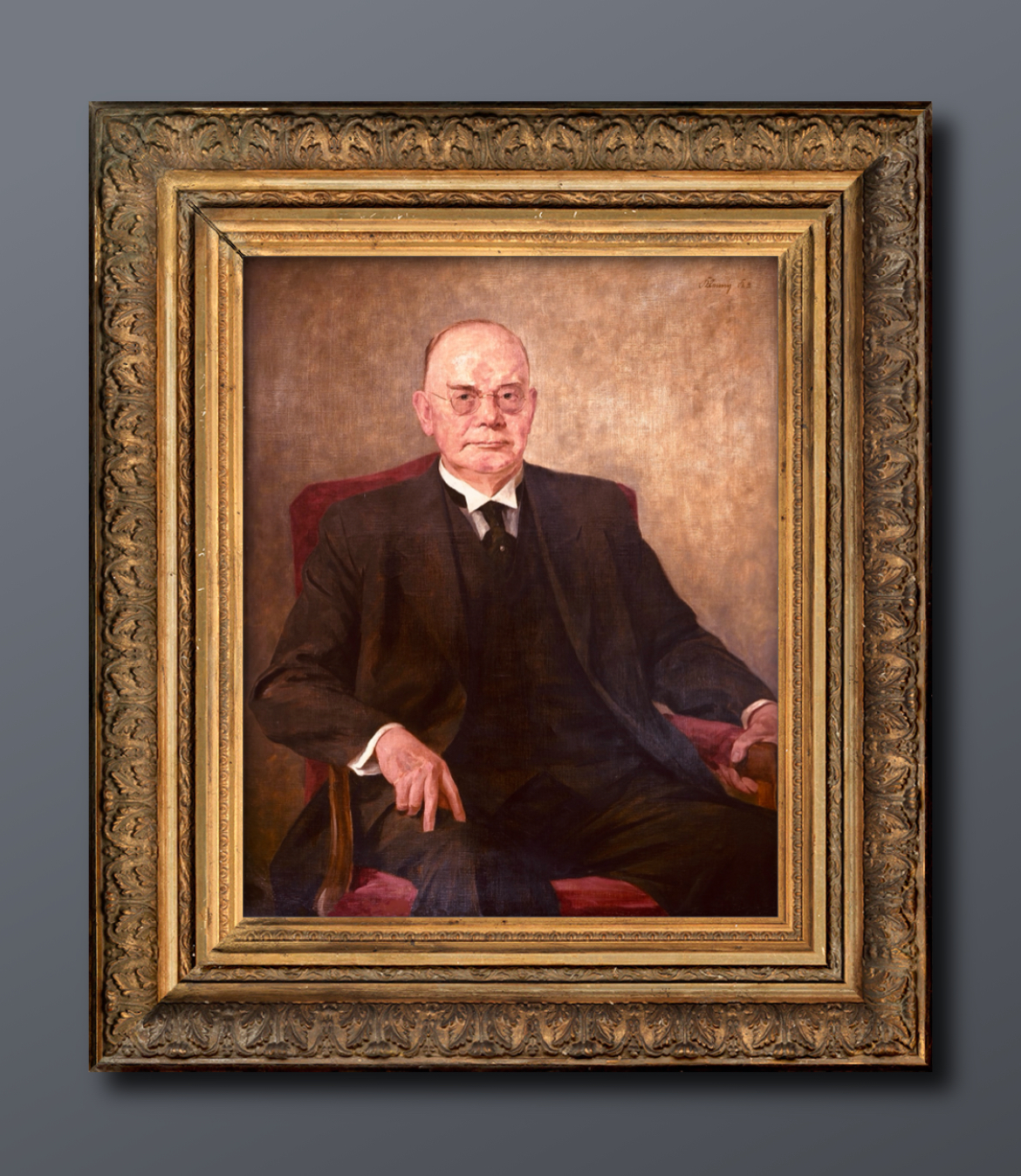
Original-Porträt des Gründungsvorstandes Gustav Knepper von Franzjosef Klemm im Kunstmuseum Mülheim MMKM Museum Moderne Kunst Mülheim an der Ruhrstraße 3

### Anfangszeit
Die Geschichte der Gesellschaft für Stromwirtschaft (GfSt) geht zurück auf die allgemeine Elektrifizierung in den 1920er Jahren: Aufbau und Entwicklung einer gemeinschaftlichen energie- und stromwirtschaftlichen Verbundwirtschaft der Montanindustrie an Rhein, Ruhr, Sieg und Saar. 1926 erfolgte die Gründung der Vereinigten Stahlwerke (VSt). Diese Gesellschaft war später in Liquidation aufgrund des Gesetzes Nr. 27 über die Umgestaltung des deutschen Kohlebergbaues und der deutschen Stahl- und Eisenindustrie: erster Gemeinschaftsvertrag mit RWE, Verzicht auf den Bau eigener Hochspannungsleitungen.

### Nachkriegszeit
In der Nachkriegszeit in Deutschland entwickelte sich das Unternehmen dergestalt:.
1950 erfolgte der Neuabschluss von Liefer- und Bezugsverträgen mit RWE, nachfolgend u. a. mit den Vereinigten Elektrizitätswerke Westfalen (VEW) und Elektromark für die Mitgliedsgesellschaften.
Die frühere VSt-AG Strombewirtschaftungsstelle hatte ihren Dienstsitz im Hause der VSt-AG in Duisburg-Meiderich. In den Kriegswirren erfolgte zunächst ein Umzug zu den Rheinischen Röhrenwerken und dann nach dem Firmensitz in der Jägerhofstraße 21 in Mülheim-Speldorf in das ehemalige Verwaltungsgebäude der Firma Wilhelm Schmitz in der Schlossstraße 68 (heute Leineweberstraße 3) in Mülheim an der Ruhr. 

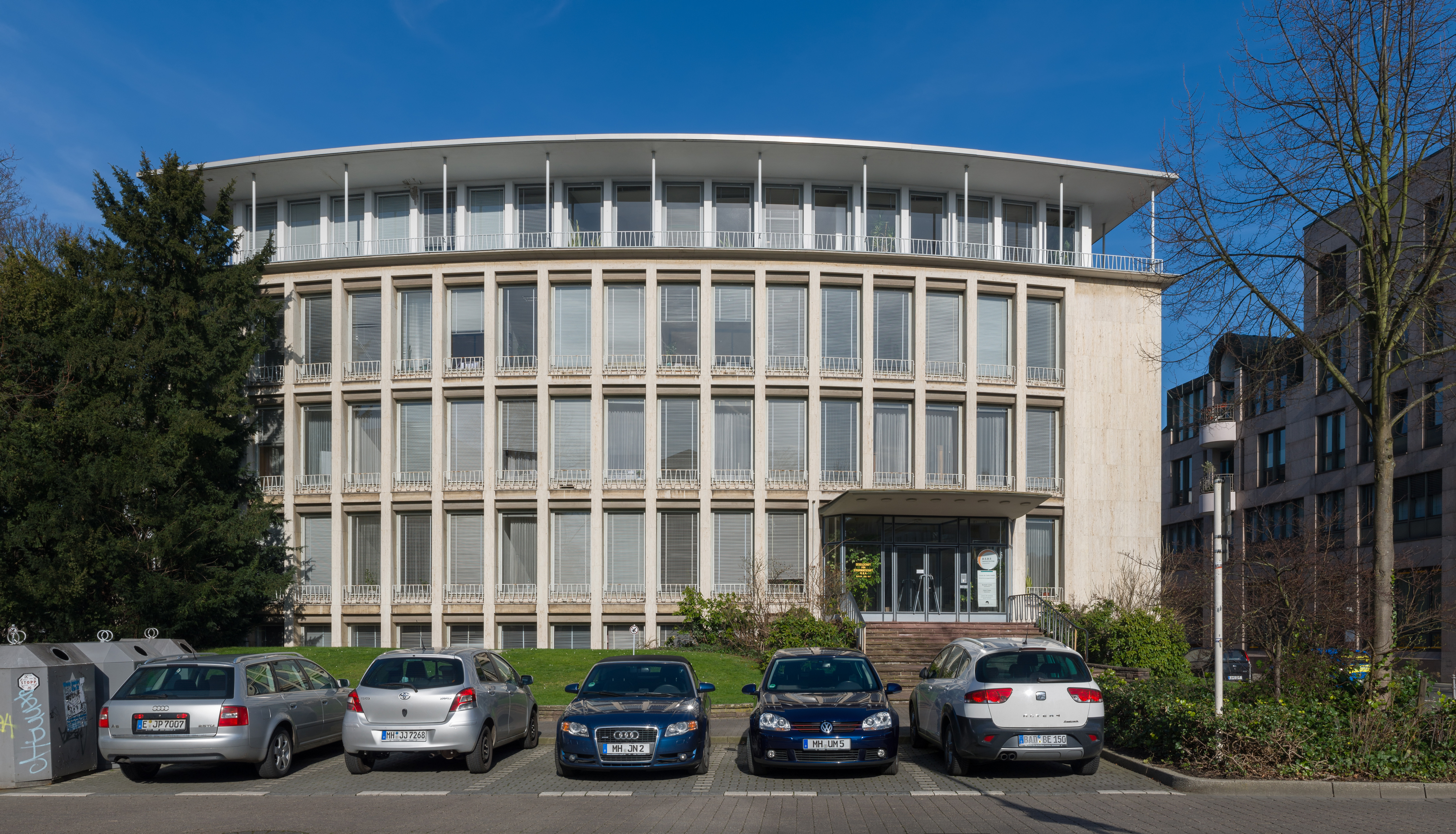
Das ehemalige GfSt -Verwaltungsgebäude Delle 50–52 in Mülheim an der Ruhr steht seit 2014 unter Denkmalschutz. Von 1976 bis 2001 war hier auch der Firmensitz der Harke Group (Syntana).

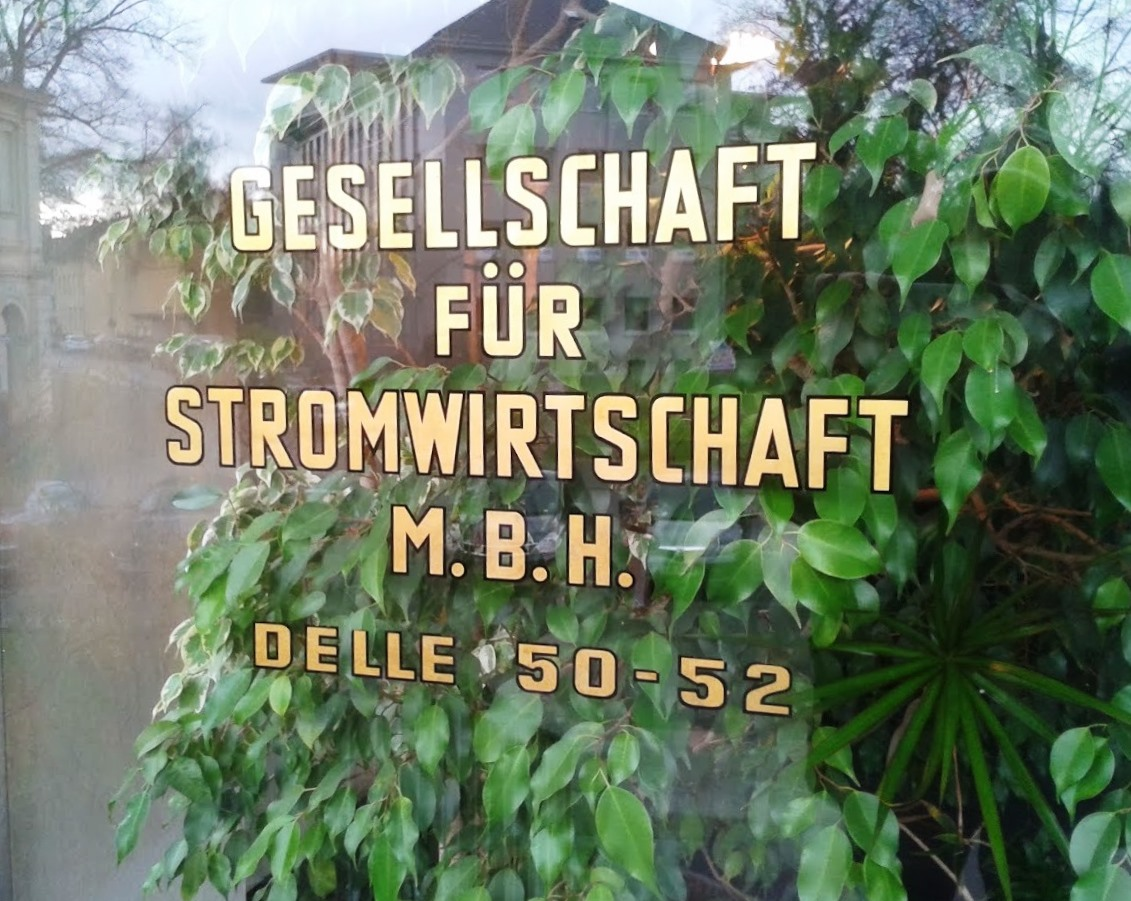
Firmenbezeichnung am Haupteingang Delle 50–52, Ruhrtalstadt Mülheim

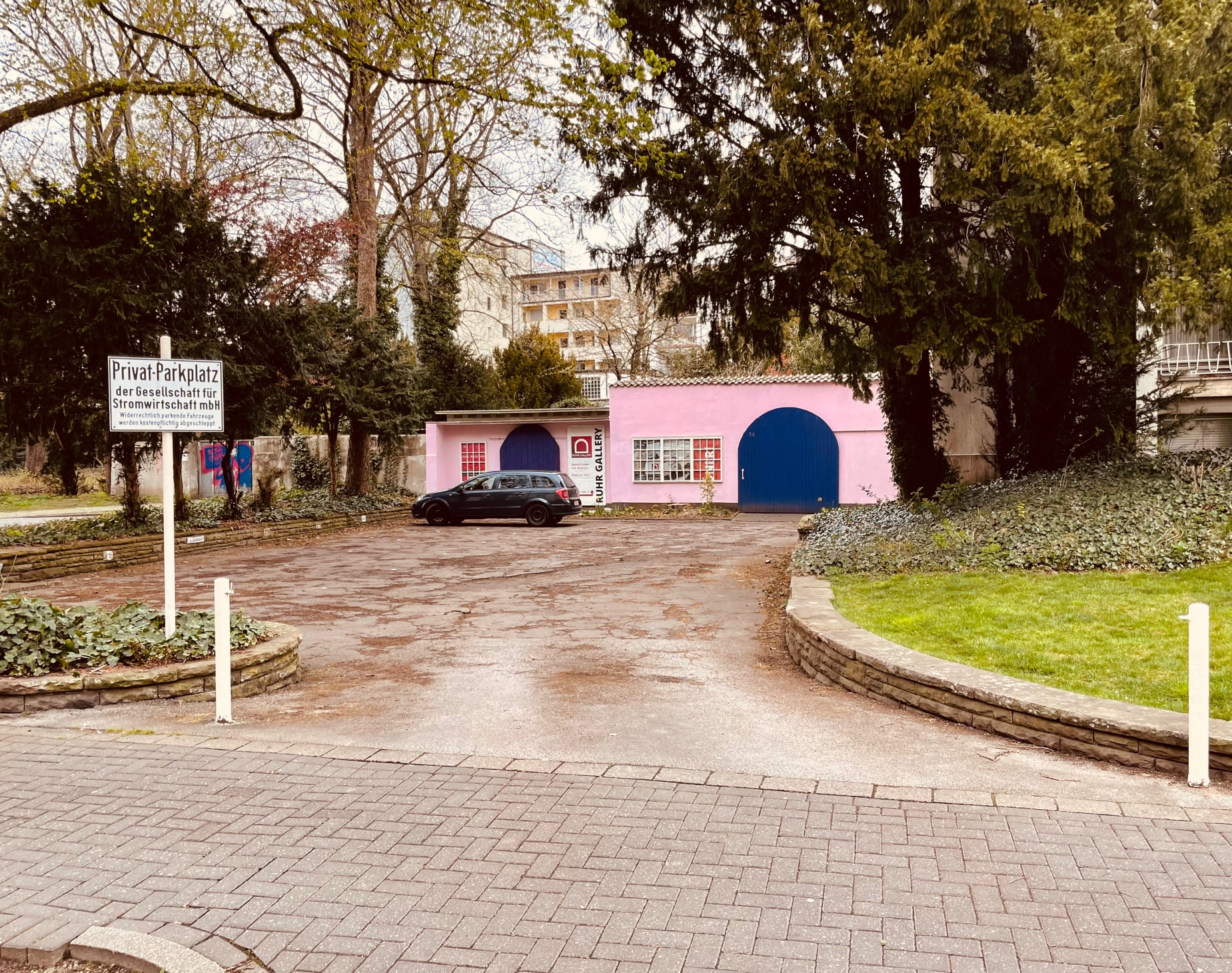
Parkplatz der ehemaligen GfSt mit dem rosa Haus des Mülheimer Kunstvereins KKRR – am Innenstadtpark „Ruhranlage“ in Mülheim an der Ruhr

Nach 25 Jahren Tätigkeit der VSt AG Strombewirtschaftungsstelle wurde als Nachfolgegesellschaft die Gesellschaft für Stromwirtschaft m.b.H. in Mülheim an der Ruhr am 15. April 1953 gegründet.
Im Jahr 1954 entschloss man sich zum Neubau eines repräsentativen Verwaltungsgebäudes in der Ruhranlage an der Delle in der Stadt Mülheim an der Ruhr, das am 1. Oktober 1956 bezogen wurde. Es wurde von den Architekten Pfeifer und Großmann verwirklicht.
Zunächst konzentrierte sich das Unternehmen auf die Belieferung durch RWE und VEW.
1999 begann schrittweise die Liberalisierung der Energiemärkte; damit bestand erstmals die Möglichkeit, Lieferantenwechsel durchzuführen; ab 2001 erfolgte die Belieferung des Rahmenvertrags durch die EnBW.
Im Jahr 2000 wurde die Schwestergesellschaft GFST – Energie- und Stromwirtschaft gegründet; sie berät dritte Kunden, was aus satzungsrechtlichen Gründen in der GfSt nicht möglich war.
Nach dem schrittweisen Einstieg in die Erdgasberatung und -beschaffung wurde 2010 der erste große Rahmenvertrag mit Cargill abgeschlossen.
2012 erfolgte der Verkauf des angrenzenden Grundstücks Ruhrstraße 3 mit der Villa Artis (ehemals Gründungsort der Tengelmann Gründerfamilie Wilhelm Schmitz-Scholl) und die Gesellschaft für Stromwirtschaft mbH wurde in eine Genossenschaft umgewandelt.
Im Jahr 2014 wurde das Verwaltungsgebäude Delle 50–52 (Bauhausstil-Elemente) unter Denkmalschutz gestellt.
2018 erfolgten der Verkauf des Stammhauses Delle 50–52 und der Umzug nach Düsseldorf.
2019 wurde das Unternehmen in enplify e.G. umbenannt.
Infolge der Liberalisierung des Energiemarktes und Gründung der Strombörsen (APX, später EEX-European Energy Exchange) wurde der ursprüngliche Geschäftszweck der Bündelung von Strom und Gaslieferungen für die Mitgliedsunternehmen nicht mehr im Vordergrund bearbeitet. Die Gesellschaft stellte sich zunehmend auf Beratungsaktivitäten der Mitgliedsunternehmen ein.

## Persönlichkeiten
- Gustav Knepper, VSt-Stromausschussvorsitzender 1928–1946
- Otto Springorum, VSt-Stromausschussvorsitzender 1946–1953
- Otto Springorum, GfSt-Stromausschussvorsitzender 1953–1955
- Hans Dütting, GfSt-Stromausschussvorsitzender 1955–1966
- Hermann Brandi, GfSt-Stromausschussvorsitzender 1966–1973
- Dieter Spethmann, GfSt-Stromausschussvorsitzender 1973–1980
- Rudolf Kunz, GfSt-Stromausschussvorsitzender 1980–1983
- Franz Josef Weisweiler, GfSt-Stromausschussvorsitzender 1983–1985
- Hans Graf, GfSt-Stromausschussvorsitzender 1986–1991
- Ekkehard Schulz, GfSt-Stromausschussvorsitzender 1991–1998
- Klaus Müller, GfSt-Stromausschussvorsitzender 1998–2001
- Jürgen Großmann, GfSt-Stromausschussvorsitzender 2001–2007
- Georg Bremer, GfSt-Geschäftsführer 1953–1967
- Hans-Dietrich Schenkel, GfSt-Geschäftsführer 1967–1974
- Ernst-Kurt Ludwig, GfSt-Geschäftsführer 1974–1979
- Arnold Müller, GfSt-Geschäftsführer 1974–1979
- Heinz Höfges, GfSt-Geschäftsführer 1980–1985
- Hans W. Beckmann, GfSt-Geschäftsführer 1985–1990
- Günther Pöttken, GfSt-Geschäftsführer 1990–1995
- Herbert Strohschein, GfSt-Geschäftsführer 1995–2008
- Stefan Dobelke, GfSt-Geschäftsführer 2008–2012
- Stefan Dobelke, GfSt-Vorstand 2012–2018
- Thorsten Kewitz, GfSt-Vorstand 2017–2018
- Dennis Becher, GfSt-Vorstand 2018
- Norbert Keusen, GfSt-Vorstand 2018
- Dietmar Hemsath, Vorsitzender des Aufsichtsrates 2018
- Till Boeder (Vorstandsvorsitzender) 2024